# Énergie éolienne en Roumanie

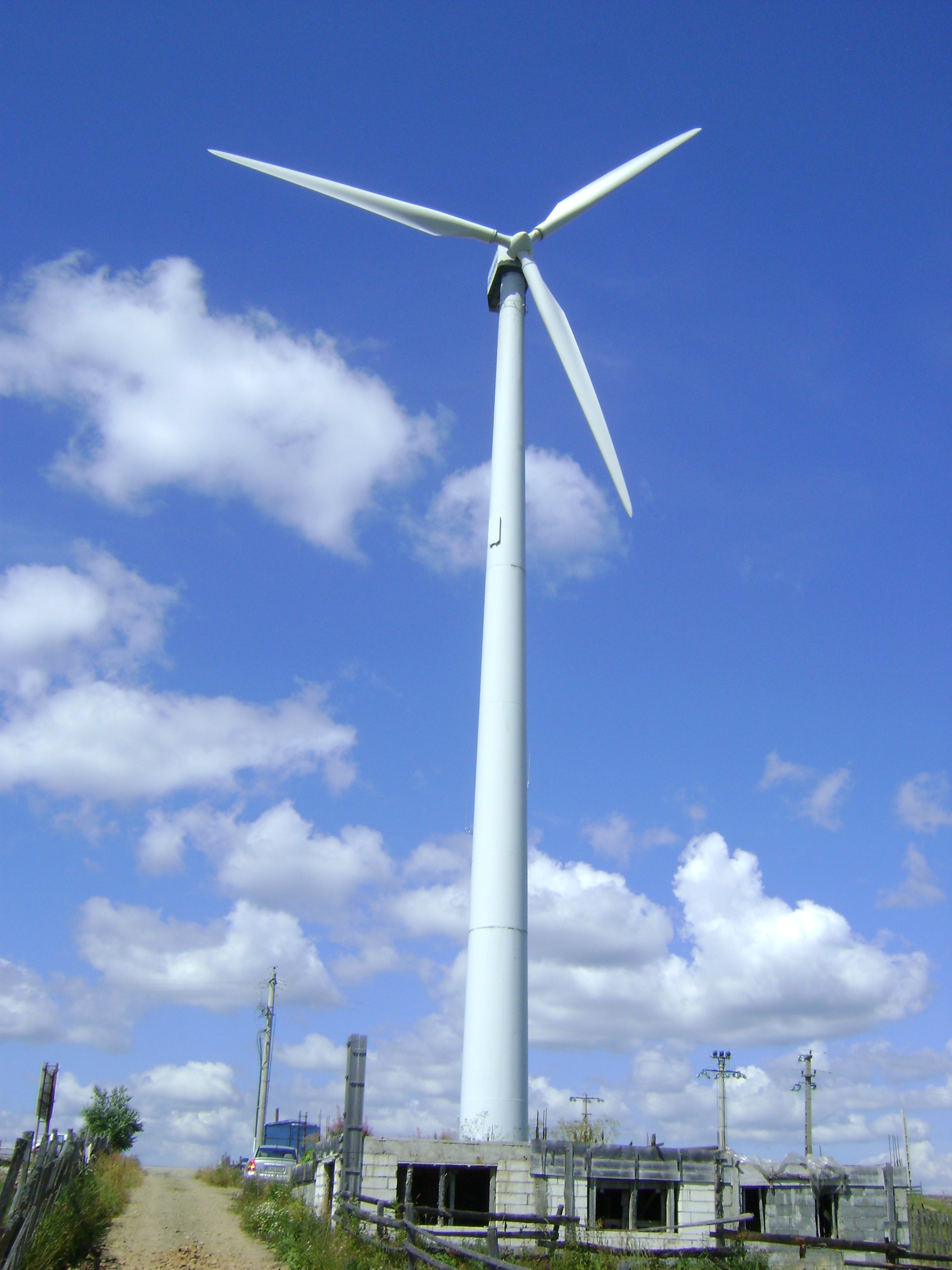
Éolienne du col de Tihuţa

L'énergie éolienne en Roumanie a pris de l'importance de 2010 à 2016, puis a cessé de se développer.
En 2022, elle fournit 12,5 % de la production d'électricité du pays. Elle se classe en 2024 au 15e rang des producteurs éoliens de l'Union européenne (UE), avec 1,3 % du total de l'UE.
Sa puissance installée éolienne à la fin 2024 se classe au 15e rang de l'Union européenne (UE) avec 1,4 % du total de l'UE. Sa puissance installée par habitant est inférieure de 68 % à la moyenne de l'UE, au 19e rang européen.

## Potentiel éolien
La Roumanie possède le potentiel éolien le plus élevé d'Europe continentale avec 14 000 MW ; en 2009, les investisseurs avaient déjà des demandes de raccordement de 12 000 MW et la société nationale de transport d'électricité Transelectrica a proposé des permis pour 2 200 MW. Une étude d'Erste Bank place la Roumanie, en particulier la région de Dobrogea avec les comtés de Constanța et Tulcea, comme la deuxième meilleure zone en Europe (après l'Écosse) pour son potentiel éolien. Une autre étude réalisée par l'Institut roumain de l'énergie (REI) estimait que les parcs éoliens pourraient contribuer à la capacité de production d'électricité à hauteur de 13 GW d'ici 2020, et qu'entre 2009 et 2017, la capacité totale des parcs éoliens s'accroîtra de 4 000 MW avec des investissements de 5,6 milliards de dollars.
Les parcs éoliens offshore potentiels,,, peuvent augmenter l'approvisionnement en électricité. La Roumanie a adopté une loi en novembre 2020 pour soutenir l'éolien offshore,.

## Production d'électricité éolienne

Parc éolien de Fântânele-Cogealac en 2011

Selon EurObserv'ER, la production éolienne de la Roumanie s'est élevée à 6 359 GWh en 2024, en baisse de 16 % par rapport à 2023, soit 1,3 % du total de l'Union européenne (UE), au 15e rang des producteurs éoliens de l'UE, derrière l'Allemagne (28,5 %), l'Espagne (12,8 %), la France (9,2 %), la Suède (8,5 %), les Pays-Bas (6,8 %), la Pologne (5,2 %), etc.
En 2022, l'éolien a produit 6 996 GWh, soit 12,5 % de la production d'électricité du pays.
| Année | Production (GWh) | Accroissement | Part prod.élec. |
| 2009  | 9                |               | 0,02 %          |
| 2010  | 306              | x34           | 0,5 %           |
| 2011  | 1 388            | +354 %        | 2,2 %           |
| 2012  | 2 640            | +90 %         | 4,5 %           |
| 2013  | 4 520            | +71 %         | 7,7 %           |
| 2014  | 6 201            | +37 %         | 9,4 %           |
| 2015  | 7 063            | +14 %         | 10,7 %          |
| 2016  | 6 590            | -7 %          | 10,1 %          |
| 2017  | 7 407            | +12 %         | 11,5 %          |
| 2018  | 6 322            | -14,6 %       | 9,7 %           |
| 2019  | 6 773            | +7,1 %        | 11,4 %          |
| 2020  | 6 945            | +2,5 %        | 12,4 %          |
| 2021  | 6 575            | -5,3 %        | 11,1 %          |
| 2022  | 6 996            | +6,4 %        | 12,5 %          |
| 2023  | 7 548            | +7,9 %        |                 |
| 2024  | 6 359            | -15,8 %       |                 |

En 2023, la production éolienne de la Roumanie s'est élevée à 7 625 GWh, en hausse de 9 % par rapport à 2022, au 15e rang des producteurs éoliens de l'Union européenne (UE), avec 1,6 % du total de l'UE, derrière l'Allemagne (29,8 %), l'Espagne (13,5 %), la France (10,6 %), la Suède (7,2 %), les Pays-Bas (6,1 %), l'Italie (4,9 %), etc.
En 2022, la production éolienne de la Roumanie s'est élevée à 7 006 GWh en 2022, en hausse de 6,5 % par rapport à 2021, au 15e rang des producteurs éoliens de l'Union européenne (UE), avec 1,7 % du total de l'UE, derrière l'Allemagne (29,9 %), l'Espagne (14,9 %), la France (9,0%), la Suède (7,9 %), l'Italie : (2,7 %), etc.

## Puissance installée
La Roumanie a mis en service 123 MW en 2024, portant sa puissance installée éolienne à 3 150 MW fin 2024. Elle se classe au 15e rang de l'Union européenne (UE) avec 1,4 % du total de l'UE, loin derrière l'Allemagne (31,4 %), l'Espagne (13,7 %), la France (10,8 %), etc.
La puissance installée par habitant de la Roumanie s'élevait en 2024 à 165,2 W, inférieure de 68 % à la moyenne de l'UE (516,2 W), au 19e rang européen, loin derrière la Suède (1 632,1 W), l'Allemagne (872,1 W), l'Espagne (655,2 W), la France (364,6 W) et l'Italie (220,3 W).
| Puissance installée éolienne en Roumanie (MW) | Puissance installée éolienne en Roumanie (MW) | Puissance installée éolienne en Roumanie (MW) | Puissance installée éolienne en Roumanie (MW) |
| Année                                         | Ajouts de l'année                             | Puissance installée au 31/12                  |                                               |
| --------------------------------------------- | --------------------------------------------- | --------------------------------------------- | --------------------------------------------- |
| 2008                                          |                                               | 3                                             |                                               |
| 2009                                          | 11                                            | 14                                            |                                               |
| 2010                                          | 448                                           | 462                                           |                                               |
| 2011                                          | 520                                           | 982                                           |                                               |
| 2012                                          | 923                                           | 1 905                                         |                                               |
| 2013                                          | 694                                           | 2 599                                         |                                               |
| 2014                                          | 355                                           | 2 954                                         |                                               |
| 2015                                          | 22                                            | 2 976                                         |                                               |
| 2016                                          | 52                                            | 3 028                                         |                                               |
| 2017                                          | 1                                             | 3 029                                         |                                               |
| 2018                                          | -                                             | 3 029                                         |                                               |
| 2019                                          | -                                             | 3 032                                         |                                               |
| 2020                                          | -                                             | 3 015                                         |                                               |
| 2021                                          | -                                             | 3 015                                         |                                               |
| 2022                                          | -                                             | 3 015                                         |                                               |
| 2023                                          | 85                                            | 3 027                                         |                                               |
| 2024                                          | 123                                           | 3 150                                         |                                               |

La Roumanie a mis en service 85 MW en 2023, portant sa puissance installée éolienne à 3 015 MW fin 2023. Elle se classe au 15e rang de l'Union européenne (UE) avec 1,4 % du total de l'UE, loin derrière l'Allemagne (31,8 %), l'Espagne (14,1 %), la France (10,2 %), la Suède (7,4 %), l'Italie (5,6 %), etc.
En 2022, la Roumanie atteint une puissance installée éolienne de 3 015 MW (sans changement en 2022). Elle se classe au 15e rang de l'Union européenne (UE) avec 1,5 % du total de l'UE, loin derrière l'Allemagne (32,7 %), l'Espagne (14,3 %), la France (9 %), la Suède (7,2 %), l'Italie (5,8 %), etc.
Selon WindEurope (Association européenne de l'énergie éolienne), la puissance installée éolienne de la Roumanie s'élèvait à 3 029 MW fin 2018 ; aucune nouvelle installation n'a été mise en service en 2018.

## Principaux parcs éoliens
Le parc éolien de Fântânele-Cogealac (600 MW) était, à sa mise en service en 2012, le plus puissant d'Europe, hors parcs offshore.